# Cleome quinquenervia
Cleome quinquenervia är en paradisblomsterväxtart som beskrevs av Dc.. Cleome quinquenervia ingår i släktet paradisblomstersläktet, och familjen paradisblomsterväxter. Utöver nominatformen finns också underarten C. q. mollis.